# Zeca Sempre
 (avril 2023).
Zeca Sempre est un groupe de pop portugais. Formé en 2010 en hommage à Zeca Afonso, il réunit les voix de Nuno Guerreiro, Olavo Bilac (Santos & Pecadores), Tozé Santos (Perfume) et des arrangements du producteur musical Vítor Silva, sur leur seul et unique album O que Faz Falta. En mai 2011, le groupe présente le projet avec des concerts au Colisées de Lisbonne et Porto.

## Discographie
- 2010 : O que Faz Falta